# 德尔坎伯 (路易斯安那州)
德尔坎伯（英語：Delcambre），是美国路易斯安那州下属的一座城市。根据2010年美国人口普查，该市有人口1,866人。建置上，属于“town”。